# 千葉城町
千葉城町（ちばじょうまち）は熊本県熊本市中央区の町名。郵便番号は860-0001。人口は589人、世帯数は281世帯（2024年6月1日現在）。丁目を持たない単独町名である。住居表示は全域で実施済み。

## 地理
熊本市の中央部、京町台地突端の茶臼山東縁の丘に位置し、また東側で北から南にかけて坪井川が流れている。南で坪井川を挟んで手取本町、南東で坪井川を挟んで城東町、東で上林町や城東町、北東で坪井、北で内坪井町、北西で京町、西で二の丸や本丸、南西で本丸と隣接している。

### 河川
- 坪井川

### 橋梁
- 巌根橋

## 歴史

### 戦後以前
当地にはかつて熊本城の郭内に取り込まれた旧・千葉城があった。加藤清正の時代以降侍屋敷が並んでおり、細川忠利の時代にはこの屋敷は高屋敷と称され、熊本藩に抱えられた宮本武蔵の屋敷もあった。また、侍屋敷の他に煙硝蔵や東御倉などの熊本城の諸施設がおかれていた。明治期になると陸軍の用地として収公され、被服倉庫や経理部、連隊区司令部や偕行社などがおかれた。

### 戦後
1945年（昭和20年）の終戦以降、当地には国家公務員共済会館五峯閣をはじめ、1955年（昭和30年）には県立図書館（現在の熊本県立美術館分館）、1963年（昭和38年）にはNHK熊本放送局などが設置された。

### 熊本城の復興に向けて
2017年（平成29年）6月5日にはNHK熊本放送局が移転しし、同年12月13日には、同施設を熊本地震で被災した熊本城の復興に利用する事を2021年（令和3年）4月まで貸与する事を総務省に許可された。また、長らく更地になっていたJT熊本支店跡地も熊本城の復興のために崩れた石垣や機器、資材などを置く場所になっている。

### 沿革
- 1879年（明治12年） - 熊本区の町名となる。
- 1889年（明治22年） - 所属が熊本市となる。
- 1976年（昭和40年） - 一部が城東町となり、内坪井町の一部および新堀町の一部を吸収する。
- 2012年（平成24年）4月1日 - 熊本市が政令指定都市に移行した事に伴い、所属が熊本市中央区になる。

## 世帯数と人口
2024年（令和6年）7月1日現在の世帯数と人口は以下の通りである。
| 町丁     | 世帯数  | 人口  |
| -------- | ------- | ----- |
| 千葉城町 | 281世帯 | 589人 |

## 小・中学校の学区
市立小・中学校に通う場合、学区は以下の通りとなる。
| 番地 | 小学校             | 中学校             |
| ---- | ------------------ | ------------------ |
| 全域 | 熊本市立城東小学校 | 熊本市立藤園中学校 |

## 交通

### 道路
- 熊本県道1号熊本玉名線

### 鉄道
当地には鉄道は通っていない。鉄道を利用する場合の最寄り駅は熊本城・市役所前停留場および通町筋停留場となる。

### バス
- 熊本都市バス
  - 上熊本線
  - 上熊本車庫線
  - 花園柿原線

## 施設

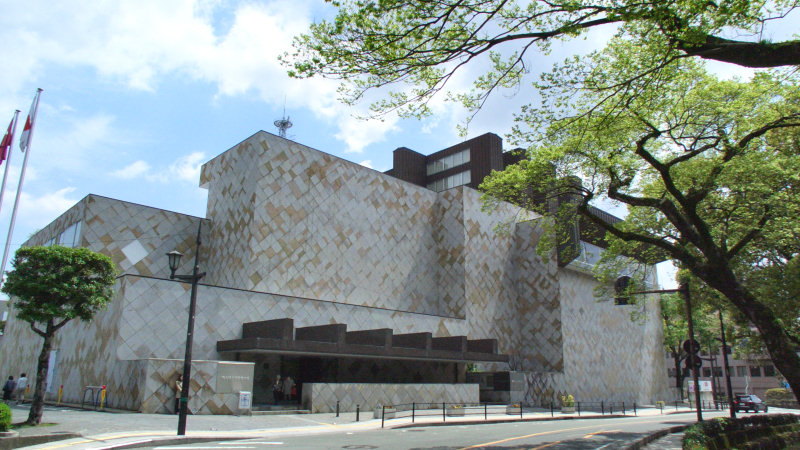
熊本県立美術館分館

- 熊本家庭裁判所
- 熊本県立美術館分館
- 熊本市立藤園中学校
- 熊本市立城東小学校
- 熊本市立あおば特別支援学校
- 熊本県伝統工芸館
- 高橋公園
- 千葉城公園

### かつてあったおもな施設

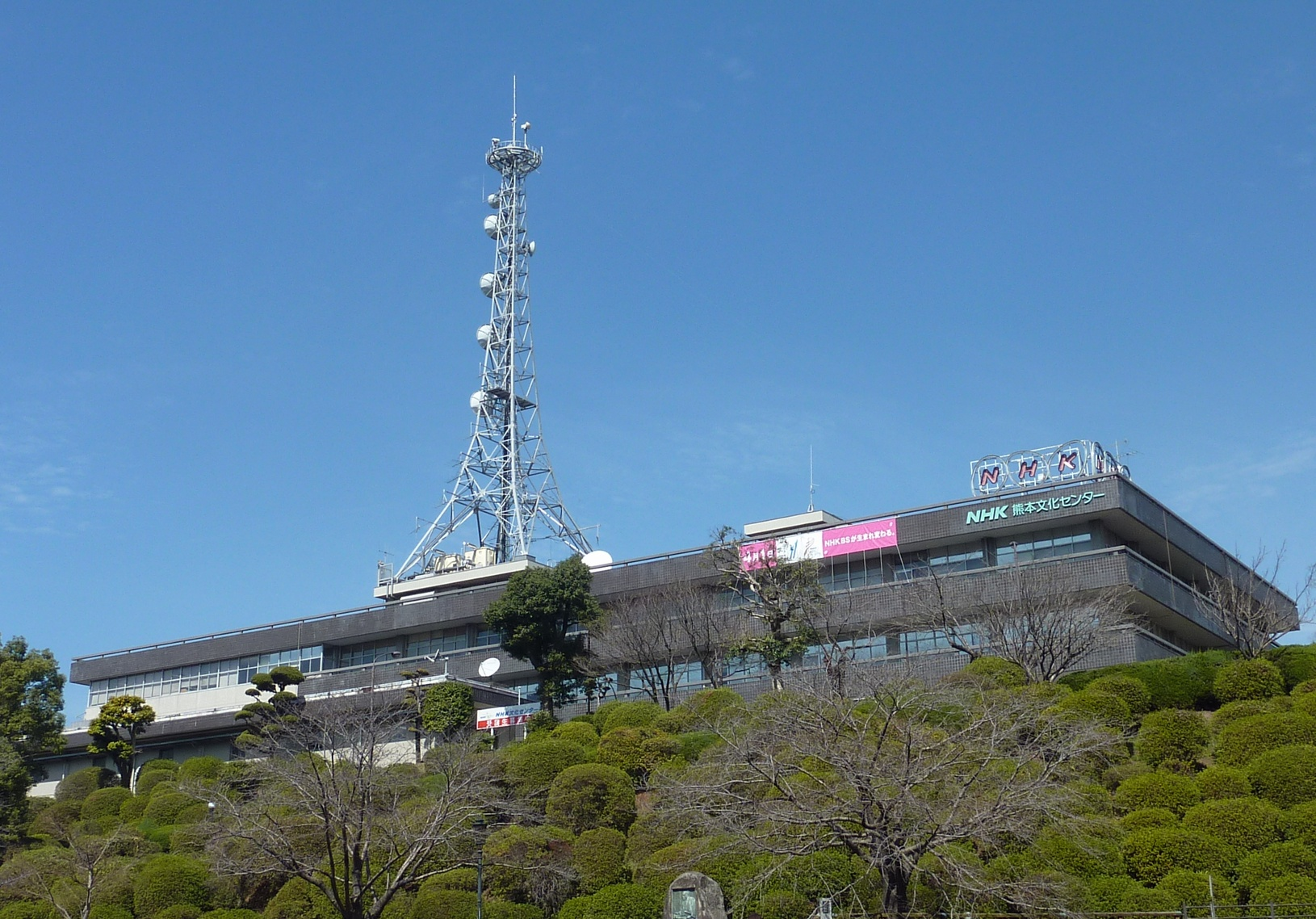
NHK熊本放送局（2011年3月18日撮影。）

- NHK熊本放送局
- JT熊本支店